# Anthony Andrews
Anthony Andrews (n. 12 ianuarie 1948, Greater London, Anglia, Regatul Unit) este un actor englez.

## Filmografie
- Ivanhoe (1982) – Sir Wilfred de Ivanhoe, fiul lui Cedric.
- Mâna unui criminal (1990) – profesorul Moriarty